# Mosteiro de Santa Catalina de Montefaro

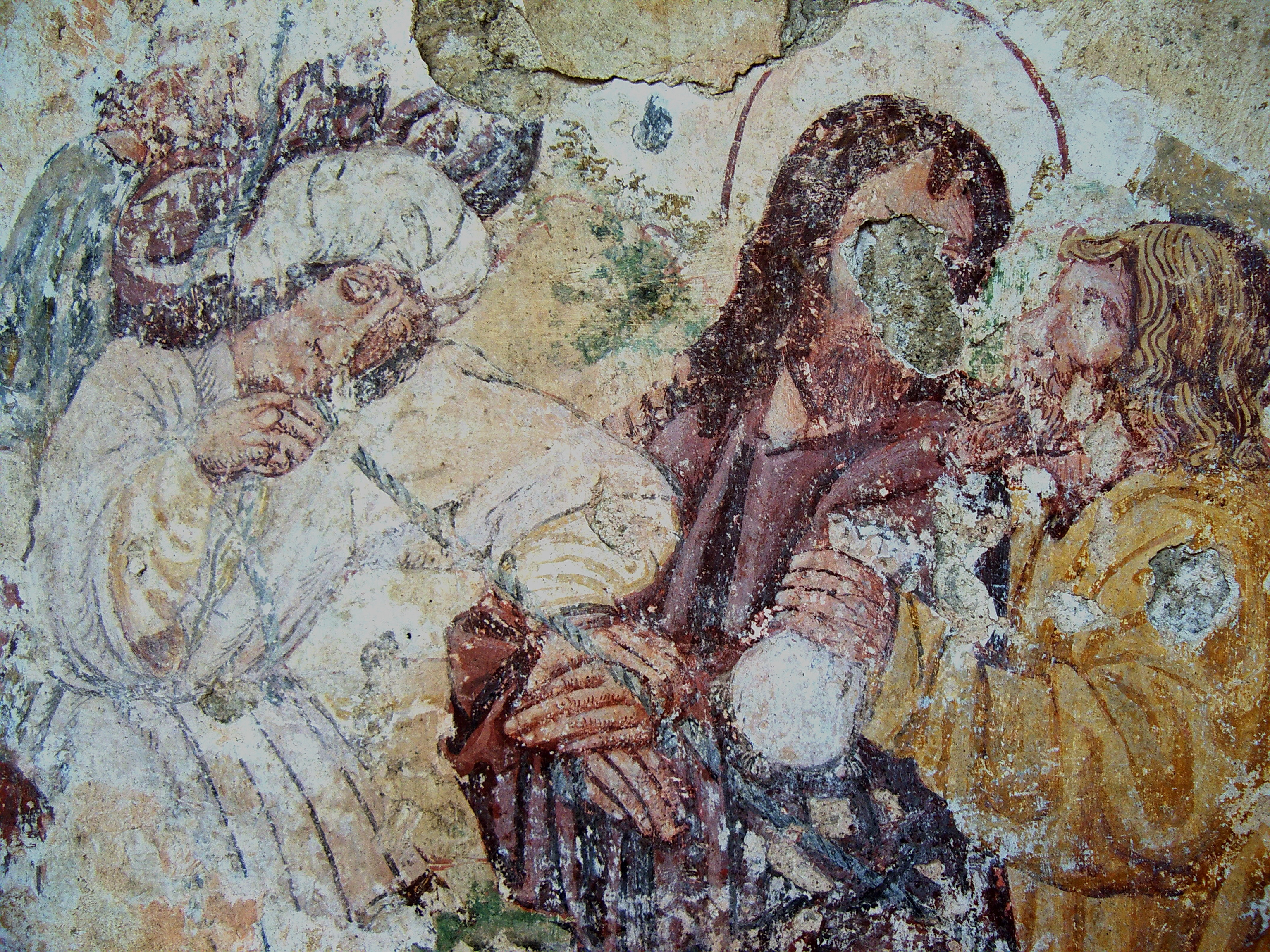
Pinturas no claustro

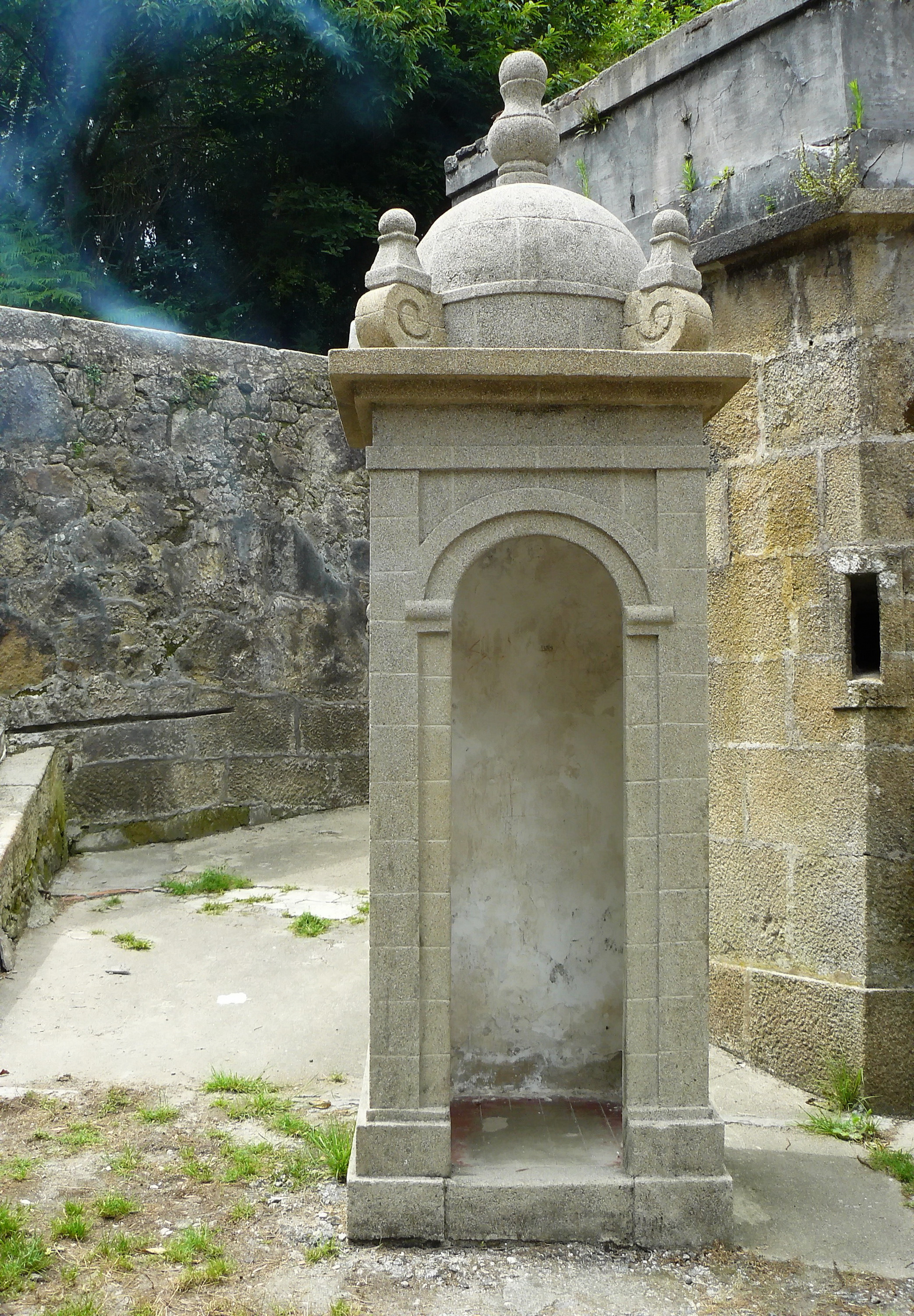
Guarita na entrada

O Mosteiro de Santa Catalina de Montefaro, situado na câmara munícipal de Ares, província da   Corunha  foi fundado por volta de 1145 pelo Conde Pedro de Osorio, da casa dos Trava, passando logo sob o mecenado dos Andrade.

## História
Foi Fernán Pérez de Andrade que no ano de 1393 fundou sobre a primitiva construção o que seria o Convento da Ordem Terceira de São Francisco, mediante documento assinado pelo Arcebispo compostelán Juan García Manrique, em Burgos. Nele concedia a Fernán Pérez e à Ordem de São Francisco abundantes privilégios económicos que, somados às terras da península de Ares e Mugardos, unidas à casa de Andrade por Henrique II em 1371, dotam ao primeiro abade do mosteiro, frei Lope Manteiga, do controlo eclesiástico sobre as freguesias de Cervás, Caamouco, a ermida de Chanteiro, Franza, no atual município de Mugardos, e parte dos de Minho, Narón, Neda e Ferrol.
O enorme peso do mosteiro na vida dos habitantes da vila e terras de Mugardos, alargado durante os séculos XVI e XVII, encontrou a oposição da vizinhança no final do século seguinte, quando ocorre a conversão de Ferrol em arsenal e largo forte pelos reformistas borbónicos em 1757.
Os franciscanos desaparecem de Montefaro com a desamortização de Mendizábal em 1837, passando as suas terras ao exército, que instala ali uma dotação estável.
A pervivencia do românico na Galiza em períodos nos que o gótico era já utilizado noutras zonas, conforma em Montefaro uma construção de transição desvirtuada por reformas posteriores no século XVIII, e pela sua adaptação a usos militares.
Da fábrica de 1393 apenas se conserva uma magnífica portada ao fundo do segundo claustro; três vãos cobertos por uma arcada dupla entrecruçada, de arquivoltas apontadas, que se apoia sobre colunas pareadas, com capiteis de decoración zoomórfica e passagens da vida de São Francisco. Nas bases predominam as vieiras de adscrición jacobea.

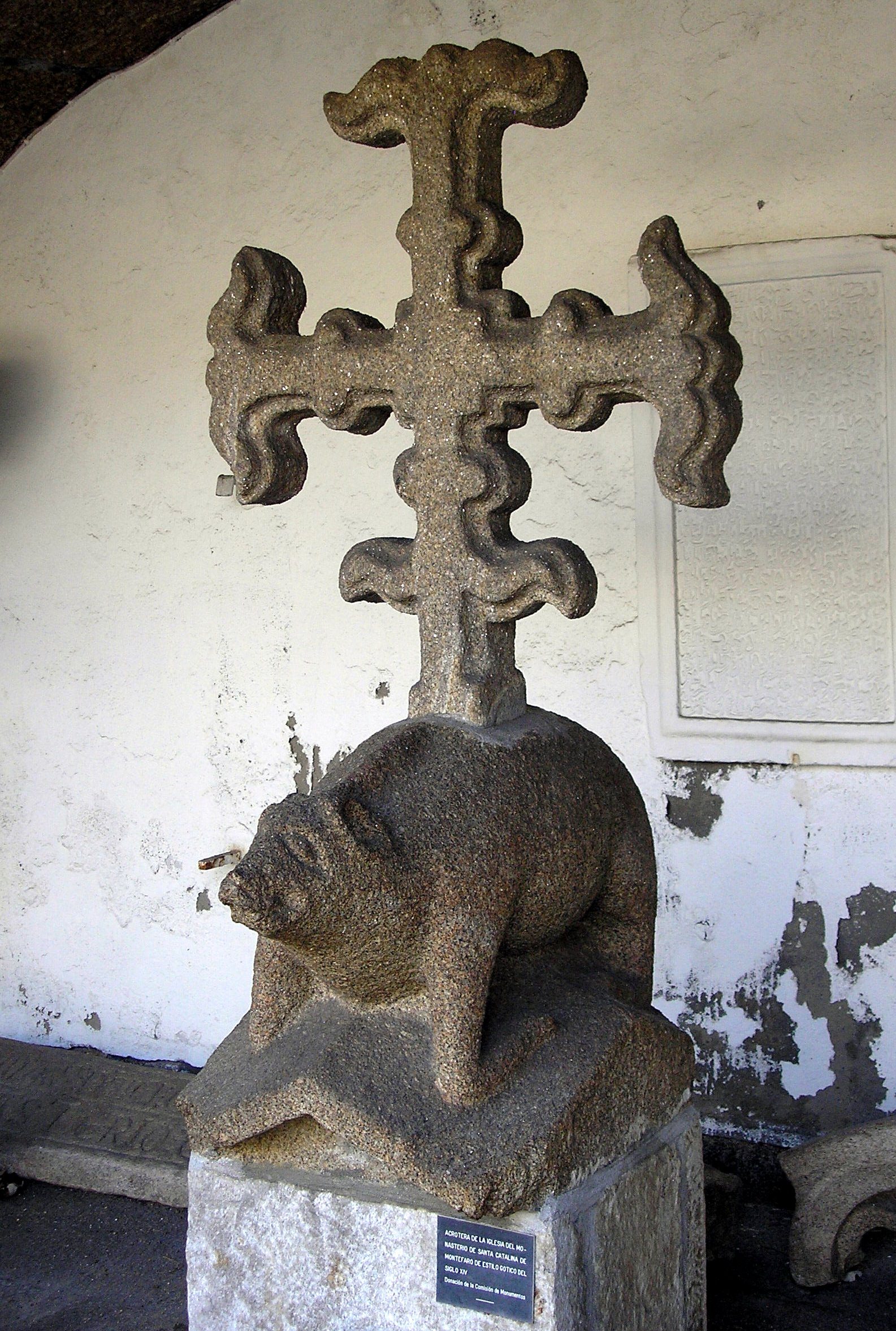
Acrotera do século XIV da igreja do mosteiro, exposta no Museu Arqueológico e Histórico da Corunha.

As obras realizadas pelo exército tiraram a lume grande quantidade de restos escultóricos de factura semelhante à citada portada: capiteis, lápides sepulcrais, cabeças de estátuas, cachorros e fragmentos de arcos, após ter estado vários anos adornando a alameda de acesso ao Mosteiro - Esquadra transferiram ao Museu do Castelo de Santo Antón na Corunha.
Do mesmo modo das obras de uma galería de tiro foram extraídas umas pedras talhadas que pertenciam provavelmente a uma capela, dada a distância do edifício principal. Do final do século XVI acharam-se, na reconstrução do claustro umas pinturas renascentistas, em mal estado, representando faixas verticais com motivos vegetais geométricos.
A antiga igreja conventual deveu ter planta de cruz latina, substituída no século XVIII por nave única com coberta de abóbada de berço sobre arcos aduelados e lunetas sobre o altar-mor. O retábulo que a preside de madeira estofada e policromada, reproduz um esquema barroco com retoques posteriores: as antigas imagens estão em igrejas ferrolãs. São barrocos os dois claustros, com arcadas de médio ponto sobre janelas rectangulares, entaboamento dórico e columnata de pilastras. A torre de formas maciças, coroa-se com uma balaustrada e um zimbório, com um marcado carácter churrigueresco.
De um dos seus vãos foi transferida à Alameda uma estátua de São Francisco sem cabeça, atribuída a Mateo de Prado. Uma figura zoomórfica, animal heráldico da casa de Andrade, fica no exterior da capela.

## Ver também

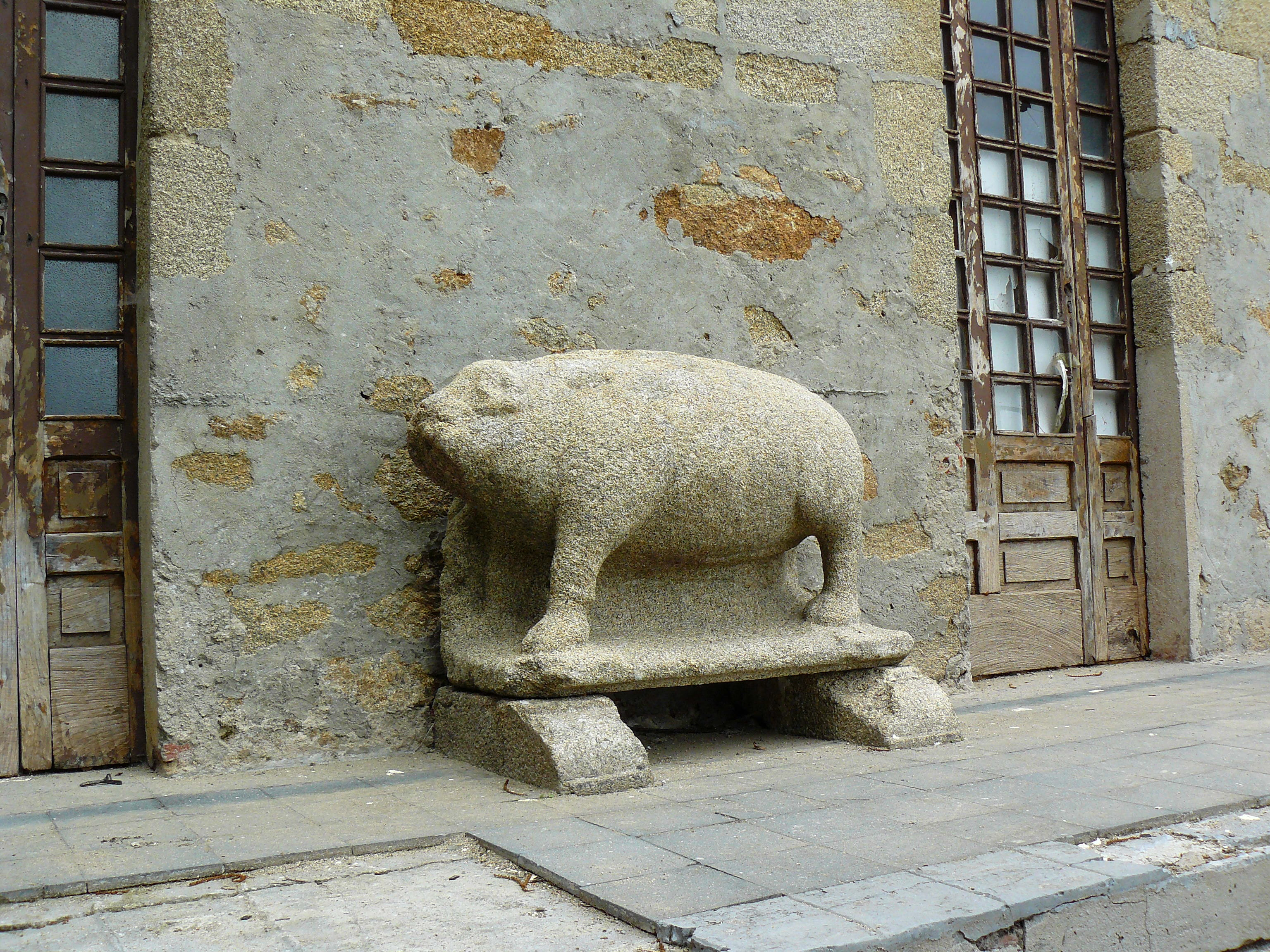
Javali, símbolo dos Andrade